# جيفري كامبل
جيفري كامبل (بالإنجليزية: Jeffrey Campbell)‏ هو لاعب كرة الماء أمريكي، ولد في 2 أكتوبر 1962 في سولت ليك في الولايات المتحدة.

## وصلات خارجية
- جيفري كامبل على موقع قاعة مشاهير السباحة الأمريكية (الإنجليزية)
- جيفري كامبل على موقع اللجنة الأولمبية الدولية (الإنجليزية)
- جيفري كامبل على موقع أوليمبيديا (الإنجليزية)